# Mary-Margaret Humes
Mary-Margaret Humes, född 4 april 1954 i Watertown, New York, är en amerikansk skådespelare. Hon har haft roller i över 50 olika TV-serier. Hennes mest kända roll är som Gail Leery, titelkaraktärens mor, i serien Dawsons Creek (1998–2003).

## Filmografi i urval
- 1981 – Det våras för världshistorien del 1
- 1991–1992 – Spökstan (TV-serie) (19 avsnitt)
- 1998–2003 – Dawsons Creek (TV-serie) (93 avsnitt)